# Буллок-Ломбард

Две захваченных РККА САУ на базе трактора «Буллок-Ломбард» (в центре — небронированный трактор другой фирмы). Кавказский фронт, 1920 год

«Буллок-Ломбард» — белогвардейская импровизированная самоходная артиллерийская установка на шасси полугусеничного трактора американской фирмы Lombard (проходившего в документах того времени как Bullock-Lombard), использовавшаяся ВСЮР и, впоследствии, РСФСР. Один из наиболее ранних образцов САУ.

## История создания
Помимо бронетракторов, в период Гражданской войны в России активно использовались импровизированные самоходные артиллерийские установки на тракторной базе.
Сама идея приспособить тракторное шасси для этого выдвигалась и ранее — ещё в период Первой мировой войны проекты таких машин разрабатывались во Франции, США и Великобритании и в собственно Российской империи — но полноценно реализовать её на практике и использовать в бою впервые удалось на территории уже бывшей империи Белому движению. В 1919 году по заказу ВСЮР на заводе Нельф-Вильде в Таганроге приступили к бронированию и вооружению тракторов Clayton и Bullock-Lombard, переоборудованных в САУ путём установки 120-мм морского орудия и массивного броневого щита в задней части. Впоследствии данные машины весьма успешно применялись в боевых действиях.
Точное количество построенных на базе «Буллок-Ломбарда» САУ остается неизвестным, но по фотоматериалам доподлинно известно, что было создано не менее двух таких машин. Общее количество подобных машин на различных шасси было невелико — по-видимому, в общей сложности были построены единицы САУ всех типов.

## Описание конструкции
На «Буллок-Ломбард» устанавливалась 120-мм пушка Канэ. От обычных тракторов эти импровизированные САУ отличались также наличием бронещита.

## Операторы
- Белое движение
- РСФСР — не менее 2 трофейных машин[1]

## Боевое применение
Все выпущенные артиллерийские бронетракторы входили в состав 6-го тракторного дивизиона морской тяжелой артиллерии Кавказского фронта и на протяжении нескольких месяцев применялись в боях против частей РККА. Весной 1920 года, во время боёв на Кубани, несколько САУ на базе тракторов «Клейтон» и «Баллок-Ломбард» были захвачены силами Красной Армии. Трофейные машины были введены в состав 34-го сводного гаубичного дивизиона 9-й Кубанской Армии. Одна из батарей артиллерийских тракторов была потеряна 18 августа 1920 года во время отражения десанта генерала Улагая, судьба же остальных машин остаётся неизвестной.

## Сохранившиеся экземпляры
По всей видимости, все импровизированные САУ на базе тракторов «Буллок-Ломбард» были разбронированы и разоружены в 1920-х годах после прекращения боевых действий и какое-то время использовались по своему первоначальному назначению в народном хозяйстве, после чего пошли на слом.